# اچ‌ام‌ان‌زداس توییجین (تی۲۳۴)
اچ‌ام‌ان‌زداس توییجین (تی۲۳۴) (به انگلیسی: HMNZS Tui (T234)) یک کشتی بود.